# Marcel Moreau
Marcel Moreau (Boussu, 16 de abril de 1933 - Bobigny, 4 de abril de 2020) fue un escritor belga francófono. 

## Biografía
Moreau nació en Boussu, una ciudad en la región minera de Borinage, en la provincia de Henao (Región Valona), en un entorno de clase trabajadora en el que había, como él mismo lo expresó, un «[...] vacío cultural puro, [...] una ausencia total de cualquier punto de referencia cultural». Perdió a su padre a la edad de quince años y abandonó sus estudios poco tiempo después. Trabajó en varios oficios antes de convertirse en asistente de contabilidad en Bruselas para el periódico Le Peuple. En 1955 se trabajó como corrector de pruebas para el diario Le Soir. Se casó en 1957 y tuvo dos hijos. En 1963 publicó su primera novela, Quintes, notablemente elogiada por Simone de Beauvoir. Luego siguieron Bannière de bave (Dribble Banner, 1965), La terre infestée d'hommes (Tierra infestada de hombres, 1966) y Le chant des paroxysmes (El sonido de los paroxismos, 1967). Se mudó a París en 1968, donde continuó la corrección de pruebas. Trabajó para Alpha Encyclopédie, luego para Le Parisien en 1971, y más tarde para Le Figaro, hasta 1989. Viajó mucho por la URSS, India, Camerún, China, Irán, Nepal, Canadá, México, Estados Unidos. Era amigo de figuras culturales como Roland Topor, Anaïs Nin, Jean Dubuffet y Jean Paulhan.[cita requerida]
Considerado un escritor marginal con un estilo idiosincrásico, fue el autor de una considerable obra. 

## Muerte
Murió a los ochenta y seis años en el hospital de Bobigny (barrio de París), el 4 de abril de 2020, de la enfermedad de COVID-19 causada por el virus del SARS-CoV-2, durante la pandemia de enfermedad por coronavirus.